# Гармонія (міфологія)
Гармонія (грец. Αρμονία — «згода», «лад») — дочка Ареса й Афродіти. Вихована плеядою Електрою.
За версією Діодора, була дочкою Зевса та Електри, народилася на острові Самотракі, де відбулося її весілля з Кадмом. Згідно з Нонном, весілля було або на Самотракі, або біля озера Трітоніди. У Фівах показували руїни весільного куреню Гармонії й місце на площі, де на весіллі співали Музи, а також три статуї Афродіти, котрі були подарунком для Гармонії, зроблені з дерев'яних прикрас на носі корабля Кадма.
На весіллі Гармонії з Кадмом були присутні всі боги, які подарували нареченій намисто, створене Гефестом. Це намисто згодом набуло властивостей приносити нещастя власникові: відіграло фатальну роль у поході сімох проти Фів, спричинило загибель Алкмеона. Міф розвиває думку про те, що скарби, здобуті на війні або шляхом грабунку, не можуть подарувати людині щастя.
Дружина Кадма, мати Автоної, Агави, Іно, Семела і Полідора. У старості вирушила з Кадмом до Іллірії та була перетворена Зевсом на драконицю.